# Cormagens
Cormagens är en ort i kommunen La Sonnaz i kantonen Fribourg, Schweiz. Cormagens var tidigare en egen kommun, men den 1 januari 2004 bildades kommunen La Sonnaz genom en sammanslagning av kommunerna La Corbaz, Lossy-Formangueires och Cormagens.